# كورت شموكر
كورت شموكر (بالألمانية: Kurt Schmücker)‏ (و. 1919 – 1996 م) هو سياسي من ألمانيا . ولد في لوننينغ . تولى منصب عضو البرلمان الألماني .
وهو عضو في الاتحاد الديمقراطي المسيحي، والحزب النازي .وهو عضو في الجمعية البرلمانية لمجلس أوروبا .
توفي في لوننينغ .

## جوائز
حصل على جوائز منها:
- Grand Cross of the Order of Merit of the Federal Republic of Germany with Star.

## روابط خارجية
- كورت خموكر على موقع مونزينجر (الألمانية)